# Bocal aux poissons rouges
Ne doit pas être confondu avec La Pêche aux poissons rouges.
Pour plus de détails, voir Fiche technique et Distribution.
Bocal aux poissons rouges est un film français d'Auguste et Louis Lumière de 1895.

## Contenu
Il s'agit du numéro 18 du catalogue de la firme de production Lumière.
Ce très court métrage ne doit pas être confondu avec La Pêche aux poissons rouges, des mêmes Lumière, et dans lequel un enfant se penche sur le bocal. La Pêche est filmée suivant un plan légèrement plus lointain que le Bocal aux poissons rouges, qui occupe pratiquement tout le cadre. Notre film vaut surtout pour les effets de lumière et de mouvements des poissons dans l'eau tandis que le premier s'apparente  davantage à une saynète familiale ou comique. 
L'éclairage du plan dans l'eau aurait beaucoup impressionné Fritz Lang lors de la projection en hommage à Louis Lumière en 1964 à Cannes, pour le centenaire de sa naissance.

## Genre
Au sein du catalogue Lumière, ce court métrage appartient à la fois au genre animalier, à celui de scènes quotidiennes et à celui, assez flou, des scènes de danse (comme Danse Serpentine, ou encore Chiens Savants (Danse Serpentine)), scènes susceptibles d'être traitées avec des effets de couleur qui plaisaient au premier public du cinéma.